# Ивановка (Грузия)
Ивановка (груз. ივანოვკა) — село в Тетрицкаройском муниципалитете края Квемо-Картли Грузии. Входит в состав сельского общества Ираги.

## География
Расположено на южном склоне хребта Бедени на высоте до 1400 м над уровнем моря, в верховье реки Асланка (бассейн реки Храми). В 18 км от города Тетри-Цкаро.

## История
Основано во второй половине XIX века греками переселенцами из Гюмишханского округа Трапезундской области. Названо в честь сына князя Баратова — Ивана, у которого переселенцы приобрели землю. В 1876 г. была возведена церковь во имя Святых Петра и Павла.

## Демография
| Год переписи | Населения | Мужчины | Женщины |
| ------------ | --------- | ------- | ------- |
| 2002         | 75        | 34      | 41      |
| 2014         | 83        | 49      | 34      |

Национальный состав по переписи 2014 г.: грузины — 89 %, греки — 7 %.